# Valse intermezzo à cordes
Valse intermezzo à cordes is een compositie van Frank Bridge. Bridge schreef het werkje gedurende zijn studietijd, maar toch is al de stijl van componeren van Bridge erin te horen. Het is een mengeling van klassieke muziek en salonmuziek, uit te voeren in een kamermuziekachtige omgeving. De compositie verdween in een la, totdat de conservator van de Royal College of Music aan Bridge-kenner Paul Hindmarsh de opdracht gaf om rond dit werk een soort suite te verzamelen van onbekend en onuitgegeven composities. Hindmarsh had in 2000 zijn Four Pieces for String Orchestra af, John Bishop, de conservator, was toen al overleden; het werk is aan hem opgedragen.
Een eigenaardigheid zit in de Franstalige titel, Bridge schreef een aantal werkjes achter elkaar met Franse titels. Het is onbekend of het werk ooit publiekelijk is uitgevoerd, alleenstaand of in suite.

## Orkestratie
- violen, altviolen, celli, contrabassen

## Discografie
- Uitgave Chandos: BBC National Orchestra of Wales o.l.v. Richard Hickox, een opname uit 2003